# Pinus washoensis
Pinus washoensis (лат.) — редкий вид деревьев рода Сосна семейств Сосновые (Pinaceae), произрастающий в США. Вид был впервые научно описан в 1945 году Гербертом Луисом Мейсоном и Уильямом Палмером Стоквеллом.

## Этимология
Видовое название было дано в честь индейского племени уошо, населявшего земли вокруг озера Тахо и прилегающие территории.

## Таксономия
Таксономическое положение Pinus washoensis вызывает споры: некоторые считают, что она должна быть подвидом или разновидностью Pinus ponderosa. Другие источники считают её синонимом Pinus ponderosa var. ponderosa (или Pinus ponderosa subsp. ponderosa), а о Pinus washoensis вообще не вспоминают. Это результат ошибок в классификации и распространении, вызванных схожим строением и общим сходством между Pinus ponderosa и Pinus washoensis. Таксономический статус сосны так и не был определён, поскольку каждый источник поддерживает отличную от других классификацию. В 1982 году, ботаник A.E. Murray включил её в список подвидов Pinus ponderosa, который частично принят и сегодня. Лесная служба США признает её как разновидность Pinus ponderosa. Считается, что Pinus ponderosa произошла от гибрида между Pinus ponderosa subsp. ponderosa и Pinus ponderosa var. scopulorum, что может быть обоснованным из-за видимого сходства. Министерство сельского хозяйства США также признает её как разновидность. В МСОП он значится как синоним Pinus ponderosa subsp. ponderosa. NatureServe признает его отдельным видом, но Геологическая служба США признает его разновидностью; таким образом, его таксономический статус неизвестен, но, скорее всего, это либо вид, либо разновидность.

## Ботаническое описание
В среднем деревья достигают высоты 60 м и 100 см в диаметре. Ствол прямой, цилиндрический, с многослойной пирамидальной кроной. Кора может быть от жёлто-коричневой до красно-коричневой, трещиноватая, с чешуйчатыми пластинами. Ветви раскидистые и восходящие, грубоватой текстуры, с крепкими сучьями оранжево-серого цвета. Почки деревьев красно-коричневого цвета, длиной 1,5-2,0 см, не смолистые. Хвоя 10-15 см длиной, серо-зелёные, частично скрученные, с 2-3 листьями в пучке. Пыльцевые шишки красно-пурпурные, длиной 10-20 мм. Семенные шишки яйцевидные, длиной 7-10 см, от коричневого до бледно-красно-коричневого цвета, пирамидальные. Семенные шишки созревают в течение двух лет. Семена эллипсоидоподобные, 0,8 см длиной, от серого до коричневого цвета, с крыльями до 16 см длиной.
Вид можно отличить от сосны Жеффрея и сосны жёлтой (с которыми он близко схож) по зрелым семенным шишкам, поскольку они менее колючие, чем у обоих видов. У Pinus washoensis также более короткие иголки, чем у Pinus ponderosa и Pinus jeffreyi. Схожесть заключается в том, что она издает ванильный запах, который встречается только у двух видов: Pinus jeffreyi и Pinus ponderosa (subsp. bethamiana). Шишки также имеют длину 7-10 см, по сравнению с Pinus ponderosa (subsp. benthamiana), у которой шишки 7-15 см.

## Распространение и среда обитания
Ареал Pinus jeffreyi (зеленым цветом) и Pinus washoensis (красным цветом)
Pinus washoensis произрастает на небольшой части округа Уошо, штат Невада, и в двух других отдельных местах на северо-востоке Калифорнии. Ареал расположен в сухих горных лесах и смешанных хвойных лесах на высотах 2100—2500 м в Сьерра-Неваде. Министерство сельского хозяйства США и Геологическая служба США утверждают, что популяции в горах Уорнер могут достигать высоты 8000 футов. Pinus washoensis предпочитает западные или обращенные к югу склоны (хотя это утверждение всё ещё частично оспаривается). Самая крупная популяция находится в южных горах Уорнер в Калифорнии. Существует потенциальная популяция в верховьях Хейфорк-Крик, горы Тринити, Калифорния, где встречаются невероятно высокие особи, которые могут быть отдельным таксоном. Популяции были зарегистрированы и в южном Орегоне, но они ограничены.

## Сохранение
В настоящее время Pinus washoensis занесен в список «Уязвимых» или «G3» NatureServe, поскольку из-за небольшого ареала вид подвержен вырубке лесов, рубкам и лесным пожарам. МСОП не признает его как отдельный вид, вместо этого занося его в список синонимов Pinus ponderosa subsp. ponderosa.

## Использование
Pinus washoensis широко используется в управлении водосборными бассейнами для предотвращения эрозии. Кора съедобна, а мужские шишки можно варить или жарить. Смолу можно собирать и использовать для гидроизоляции предметов или в качестве герметика. Из смолы можно получить скипидар, который можно использовать для лечения болезней. В конце 1800-х годов местные жители использовали его для лечения туберкулеза. Его также можно использовать для изготовления мебели, разжигания костров и в качестве декоративного дерева.

## Рекордные экземпляры
Самый высокий экземпляр был зарегистрирован на высоте 50,6 м при диаметре ствола в 160 см. Один экземпляр (самый старый из зарегистрированных) имеет возраст более 300 лет и в настоящее время растёт на горе Роуз в округе Уошо, штат Невада.